# Стрелці (Пловдивська область)
Стрелці́ (болг. Стрелци) — село в Пловдивській області Болгарії. Входить до складу общини Брезово.

## Населення
За даними перепису населення 2011 року у селі проживала 561 особа.
Національний склад населення села:
| Національність   | Кількість осіб | Відсоток |
| ---------------- | -------------- | -------- |
| болгари          | 505            | 94,9%    |
| цигани           | 16             | 3,0%     |
| турки            | 9              | 1,7%     |
| Всього відповіли | 532            |          |

Розподіл населення за віком у 2011 році:
Динаміка населення: